# Onthophagus anthonyi
Onthophagus anthonyi là một loài bọ cánh cứng trong họ Bọ hung (Scarabaeidae).